# 산 막 레만

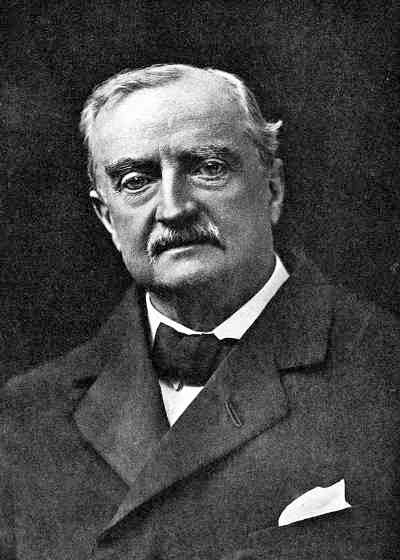
산 막 레만

산 에이먼 막 레만(아일랜드어: Seán Éamonn Mac Réamainn, 영어: John Edward Redmond 존 에드워드 레드먼드[*], 1856년 9월 1일 - 1918년 3월 6일)는 아일랜드의 정치인이다. 웩스퍼드 밸리트렌트에서 출생했다.
1882년부터 오스트레일리아와 미국 등지에서 아일랜드 독립기금을 모금하였다. 워터퍼드에서 의회에 진출했고 아일랜드 국민당의 당수가 되었다.
레드먼드는 아일랜드의 평화적 독립을 위해 노력했으며 아일랜드 자치법을 의회에 통과시키기 위해 힘썼다. 그러나 1916년 더블린에서 부활절 봉기가 일어남에 따라 그가 꿈꾸던 아일랜드의 평화적 독립계획은 무산되었다.
2년 뒤 런던에서 노환으로 사망했다.